# Alpine County
Alpine County, officieel de County of Alpine, is een van de 58 county's in de Amerikaanse staat Californië. De county ligt in het oosten van de staat en grenst aan Nevada. Hij bestrijkt het hooggebergte en de oostflank van de Sierra Nevada tussen Lake Tahoe in het noorden en Yosemite National Park in het zuiden.
De streek werd tot in de 19e eeuw bewoond door Washo-indianen. Zij verloren hun leefgebied aan goudzoekers en kolonisten tijdens de Californische goldrush en de Comstock Lode-zilverkoorts. In 1864, toen er kortstondig meer dan tienduizend mensen verbleven, werd Alpine County opgericht. De zilvermijnen rendeerden echter niet en de bevolking nam snel weer af. Tot laat in de 20e eeuw was Alpine County dunbevolkt en draaide de economie hoofdzakelijk rond bosbouw en extensieve veeteelt. Sinds de inrichting van wintersportgebieden eind jaren 60 zijn diensten en horeca belangrijker geworden. In 2020 telde Alpine County 1204 inwoners, waarmee het de kleinste county van Californië is. De hoofdplaats is het gehucht Markleeville.

## Geschiedenis

### Inheemse bevolking

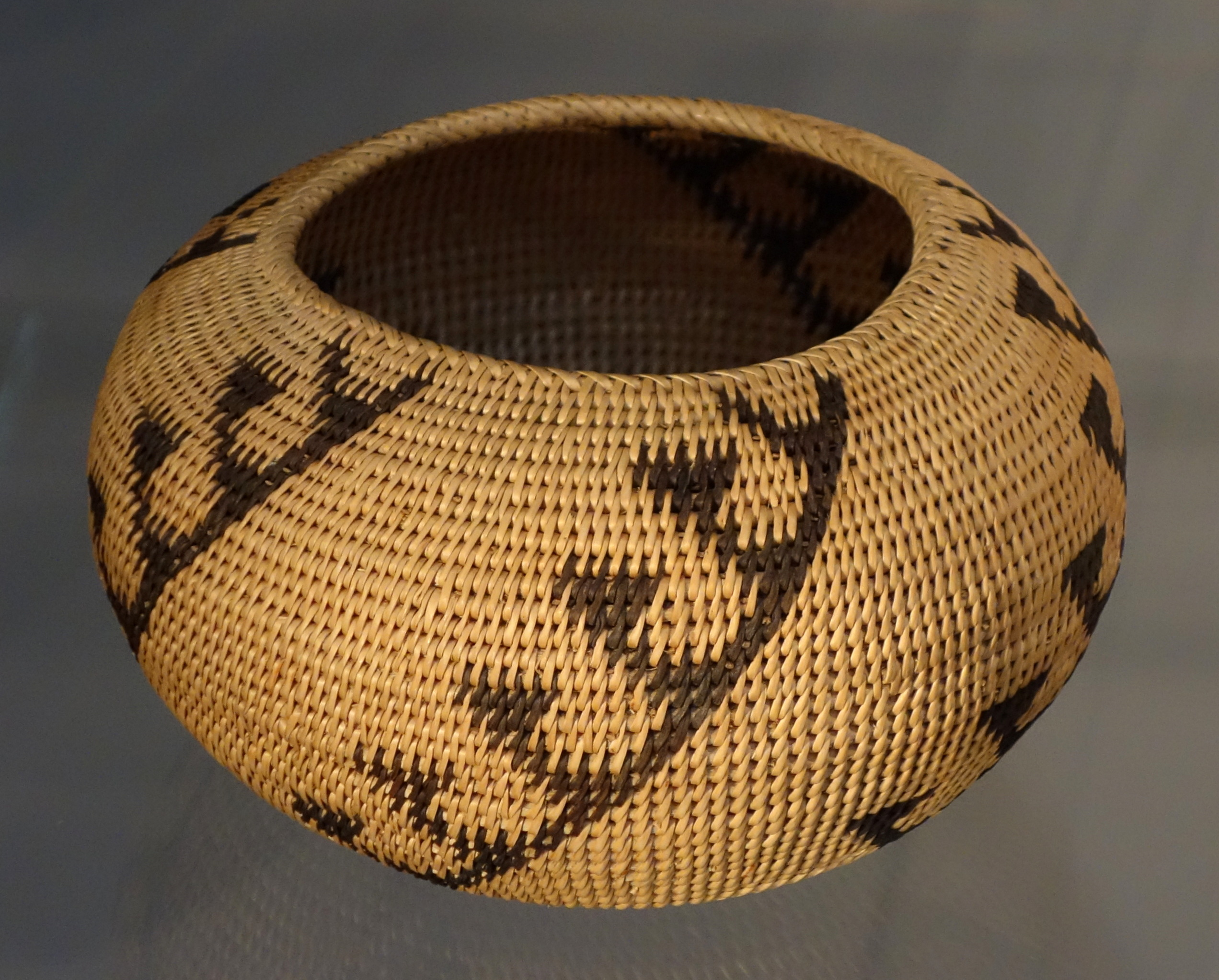
Washo gevlochten mand, eind 19e of begin 20e eeuw. De Washo zijn traditioneel verfijnde mandenmakers, een cultureel kenmerk dat ze delen met zowel de oorspronkelijke Californische volken als de vroegere bewoners van het Grote Bekken.

Voor de Europese kolonisatie van Amerika werd de oostflank van de noordelijke Sierra Nevada – van Honey Lake tot zo'n 25 km ten noorden van Mono Lake – bewoond door Washo-indianen. Ten oosten van Alpine County leefden Paiute, ten zuidwesten Sierra Miwok-stammen en ten noordwesten Nisenan-stammen. De Washo worden tot het historische cultuurgebied van het Grote Bekken gerekend, samen met buurvolken als de Paiute en verder oostwaarts de Shoshone, maar op basis van hun taal, een Hokantaal en geen Numische taal, wordt vermoed dat ze er al langer leven dan de andere volken. De traditionele cultuur van de Washo deelt eigenschappen met zowel Californische als Grote Bekken-volken.
De Washo leefden van jacht, visvangst en het verzamelen van plantaardige voedselbronnen in het soms erg droge gebied. Vooral de eiwitrijke pijnboompitten van Pinus monophylla waren van belang voor hun levensonderhoud. Omdat ze zo afhankelijk waren van de seizoenen, hadden de Washo een nomadisch bestaan. In de lente en zomer verzamelden Washo-indianen aan Lake Tahoe om voedsel te vergaren. 's Winters woonden ze in min of meer permanente bouwwerken in het hooggebergte of de valleien. Ze voerden handel met naburige stammen.
De indianen van de plaatselijke Hung-a-Lel-Ti-stam maakten lokeenden en visten op forel in de goedgevulde bergrivieren van Alpine County met speren, netten, haken, tijdelijke dammen en gevlechte manden. Ze maakten gebruik van de warmwaterbronnen in wat nu Grover Hot Springs State Park is om te baden en om bukskin te maken van dierenhuiden. De stam stond bekend om het gebruik van pijl en boog (van het type longbow); voor de speerpunten gebruikten ze behalve obsidiaan, dat schaars was, jasperoïde en hoornsteen. In de herfst trokken de indianen van Alpine County enkele weken naar de Pine Nut Mountains in Nevada om grote hoeveelheden pijnboompitten te verzamelen, die ze te voet in manden meebrachten naar hun woonplaatsen. De zaden werden vervolgens fijngemalen in een vijzel. In de winters maakten de vrouwen fijne manden en de mannen speerpunten, wapens en werktuigen.

### Eerste contacten tussen indianen en kolonisten
De Washo kwamen eind 18e en begin 19e eeuw in contact met Spaanse en vervolgens Mexicaanse ontdekkingsreizigers en kolonisten die verder west- en zuidwaarts in Californië leefden. Tegen het midden van de 19e eeuw hadden de Washo-indianen paarden, vee en Europese klederdracht gezien of hadden ze erover gehoord, en enkelen waren vermoedelijk zelfs opgeroepen om in Spaanse mijnen te werken. In het algemeen vermeden ze echter contact met Europeanen. Wanneer vreemdelingen zich een weg door hun leefgebied baanden, verborgen ze zich in het hooggebergte.

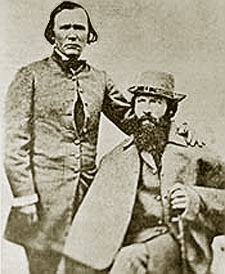
Kit Carson (links) gidste Frémont (rechts) in 1844 door de Carson Pass.

Enkele decennia later, echter, werd contact met blanken onvermijdelijk. Verschillende Amerikaanse ontdekkingsreizigers trokken in de jaren 1830 en 40 door de onherbergzame Sierra Nevada. Tot de eerste Amerikaanse reizigers in het zuidelijke leefgebied van de Washo behoorden Jedediah Smith, Joseph Walker, John Frémont en Kit Carson. Frémont en Carson verkenden in 1844 een route door de Sierra Nevada over Carson Pass. Die weg zouden het Mormon Battalion in 1848 en de goudzoekers in 1849 ook gebruiken. Verschillende vertakkingen van het California Trail, waaronder de Big Tree Road en het Mormon Emigrant Trail, doorkruisten Alpine vanaf eind jaren 1840 of begin jaren 1850. Tijdens de Californische goldrush, die in ijltempo op gang kwam na de ontdekking van goud in Coloma in 1848, ontstonden er dan ook verschillende handelsposten en nederzettingen in het latere Alpine County, waaronder een in Woodfords.
De traditionele levenswijze van de Washo werd onhoudbaar doordat het wild waarop ze joegen wegtrok, de rivieren omgeleid en vervuild werden, bossen werden kaalgekapt, land waar ze voedsel verzamelden werd afgezet als weiland en hen de toegang tot Lake Tahoe werd ontzegd. Washo-mannen gingen aan de slag als arbeiders of boerenknechten op ranches. De vrouwen probeerden iets te verdienen door manden te maken voor verkoop. Begin 20e eeuw werden de Washo erkend als de meest verfijnde mandenvlechters. Dat So La Lee, die een tijdlang in Alpine County woonde, werd befaamd om haar kunstig vakmanschap.

### Stichting tijdens de Comstock Lode-zilverkoorts
Zoals het de meeste Californische indianenvolken verging, leverde inheems verzet tegen de gestage kolonisatie niets op, behalve dodelijke conflicten en onteigening. De Washo verloren hun gronden stelselmatig in de tweede helft van de 19e eeuw. Verzoeken om compensatie van de verloren gronden – en dus van het traditionele levensonderhoud van de Washo – waren vergeefs. De indianen moesten zich tot in de 20e eeuw tevredenstellen met verdeelde percelen in de onvruchtbare bergen van Nevada, terwijl hen het Amerikaans staatsburgerschap werd geweigerd.
Hoewel de ontdekking van goud in de Sierra Nevada de kolonisatie op gang bracht, versnelde het proces in Alpine County vooral na de ontdekking van zilver in de Comstock Lode bij Virginia City in 1859. Het jaar ervoor was ook zilver ontdekt, en wel aan de Silver Creek in Alpine, waar het stadje Silver Mountain verrees. In 1860 werd Summit City gesticht, in 1862 Monitor.
Alpine County werd op 16 maart 1864 gesticht en dankt zijn naam aan de gelijkenis van het landschap met dat van de Zwitserse Alpen. Het werd gevormd uit delen van Amador, Calaveras, El Dorado, Mono en Tuolumne County op een moment dat de bevolking in zeer korte tijd piekte. In januari 1864 werd de niet-inheemse bevolking op 2000 geschat, en in april was al sprake van 5000 inwoners. Een andere bron geeft aan dat er in de zomer van 1864 meer dan 11.000 inwoners waren. De hoofdplaats en grootste stad was Silver Mountain City. In de jaren 1860 en 70 werd lokaal The Alpine Chronicle uitgegeven.
Het stichtingsjaar bleek meteen ook het jaar waarin Alpine County zijn economische hoogtepunt bereikte. De zilvermijnen ontwikkelden zich niet en de daarop gebaseerde diensteneconomie stortte in. In 1870 was het bevolkingsaantal gedaald tot 685. In de gehele Verenigde Staten ging het economisch slecht, getuige de Paniek van 1873, een beurskrach die leidde tot een drie jaar durende depressie. Twee jaar later, in 1875, verhuisde de lokale overheid van Silver Mountain City naar een ander dorp, Markleeville, dat tijdens de zilverkoorts gesticht was op het landgoed van Jacob J. Markley, eigenaar van de plaatselijke tolbrug.

### Natuurbescherming

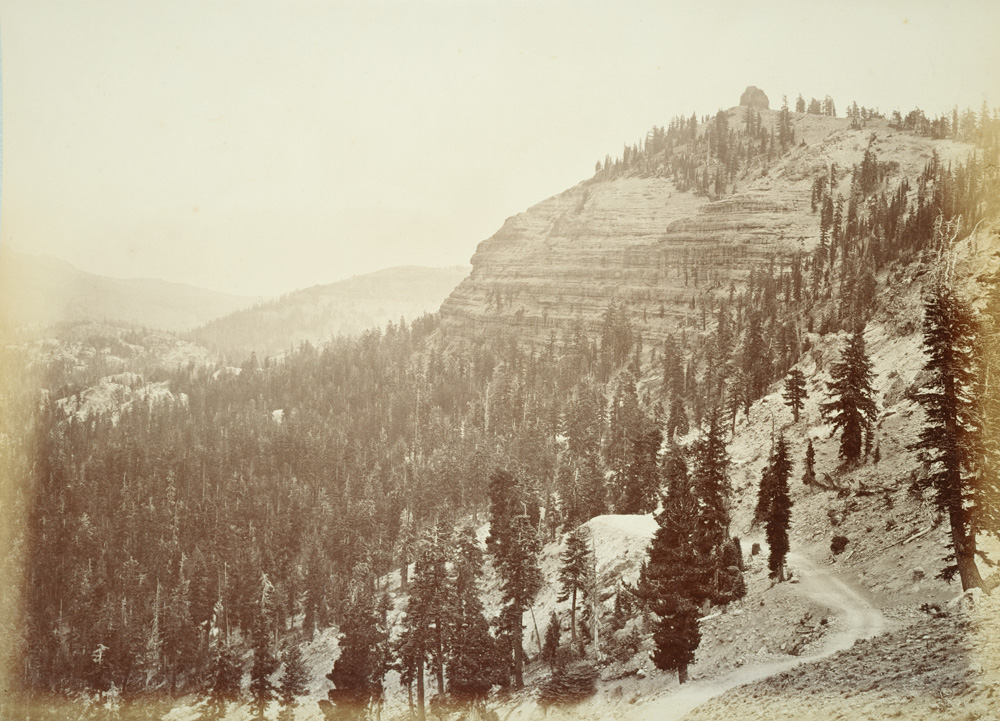
Foto van rotsformaties bij Kirkwood door natuurfotograaf Carleton Watkins (1879). Watkins populariseerde de natuur in de Sierra Nevada.

Terwijl de zilverkoorts woedde in Alpine County, overwoog men in de jaren 1850 en 60 voor het eerst om delen van de Sierra Nevada te beschermen in natuurreservaten. Yosemite, ten zuiden van Alpine, werd op 30 juni 1864 door de federale overheid erkend als natuurpark, in het beheer van de staat Californië. In 1890 brachten activisten als John Muir en Robert Underwood Johnson de Senaat ertoe Yosemite te beschermen als een nationaal park. In hetzelfde jaar werd Sequoia National Park, in het zuiden van de bergketen, opgericht. Later groeide de roep om Lake Tahoe te beschermen. In 1899 richtte president McKinley het Lake Tahoe Forest Reserve op, dat zijn opvolger Roosevelt in 1905 onderbracht in het National Forest System. Het bosreservaat werd in de daaropvolgende jaren meermaals uitgebreid en opgedeeld in kleinere eenheden. Een groot areaal van het dunbevolkte Alpine County werd ingedeeld bij de nieuwe reservaten van de U.S. Forest Service, die haast de hele Sierra Nevada beslaan.

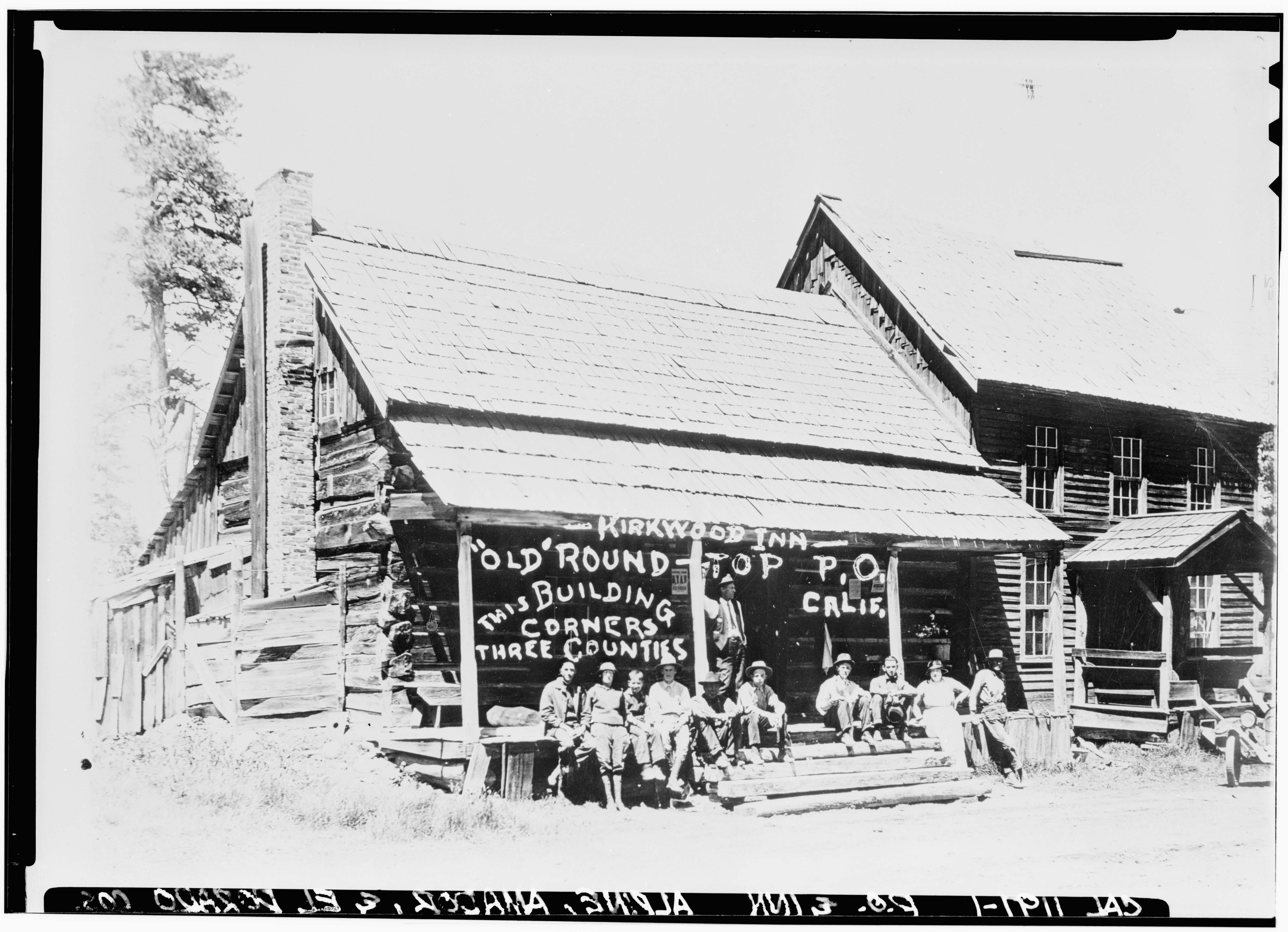
De Kirkwood Inn aan de SR 88 in Kirkwood opende in 1864 en bestaat nog altijd. Hier in 1940.

### Eind 19e en begin 20e eeuw
Op het einde van de 19e eeuw en tijdens de eerste helft van de 20e eeuw bestond de economie van Alpine County bijna uitsluitend uit bosbouw en extensieve veeteelt van runderen en schapen. In de jaren 1920 woonden er nog maar 200 mensen, terwijl de bevolking van Californië een ware explosie had meegemaakt: van 380.000 inwoners in 1860 tot 3,5 miljoen in 1920.

### Jaren 1960 tot heden

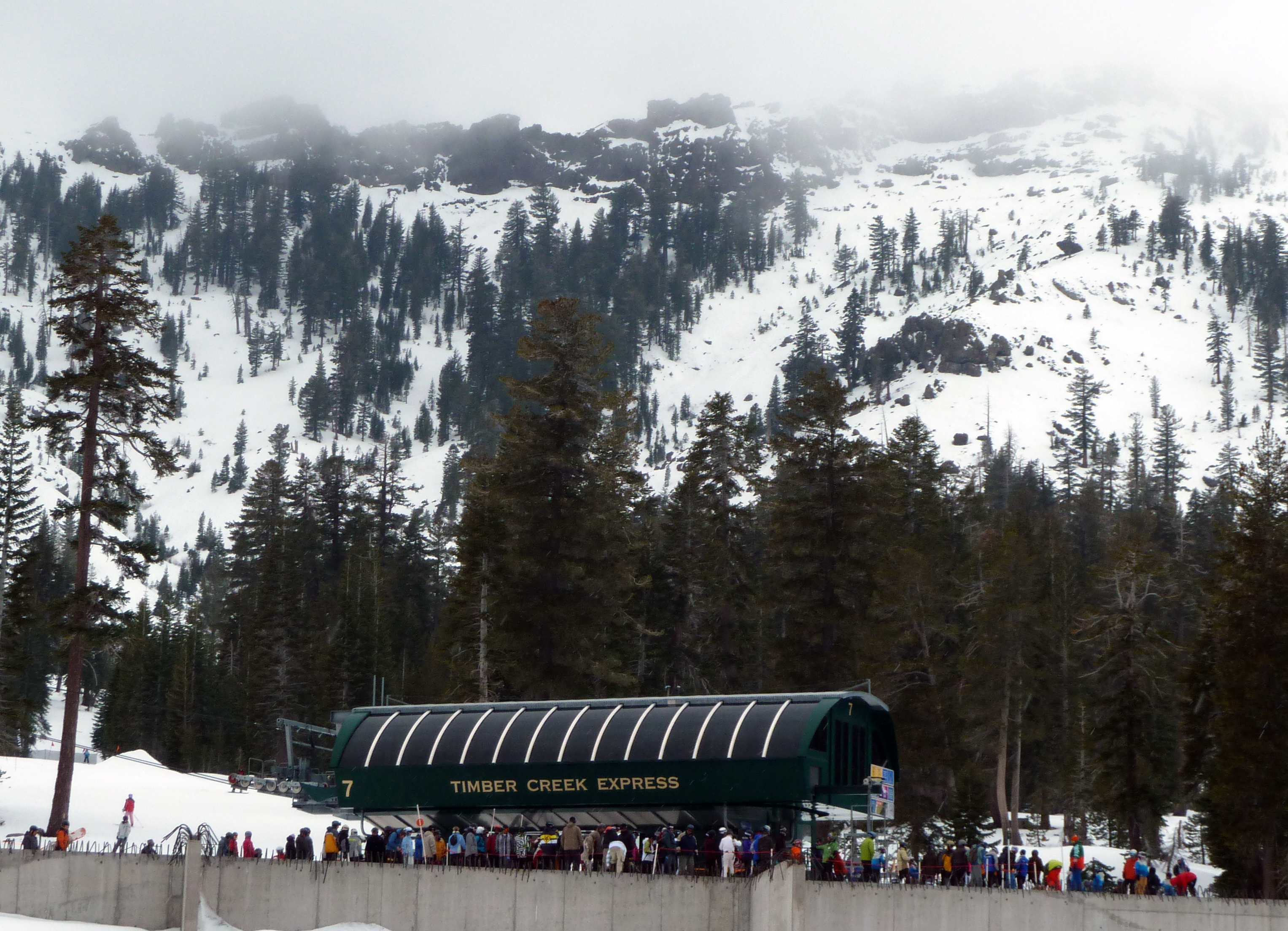
Een van de 14 skiliften die Kirkwood telt. Het wintersportgebied opende in 1972.

In de jaren 60 kwam daar enige verandering in. Nadat overheden en ondernemers eerder – voornamelijk vanaf de jaren 30 – verschillende bergflanken in Californië hadden opengesteld als wintersportgebied, kwam er ook interesse om commerciële skigebieden aan te leggen in Alpine County. Dat werd mogelijk gemaakt door de Forest Service, eigenaar van de bergflanken. De familie Orvis uit San Joaquin County legde skiliften aan, nadat ze hun ranch in Bear Valley tot een kleine, residentiële wijk uitgebouwd hadden. In de winter van 1967–1968 opende Mt. Reba Ski Bowl, dat later Bear Valley Mountain zou gaan heten. Tezelfdertijd ontwikkelde een andere investeerder het aan SR 88 gelegen wintersportgebied Kirkwood, dat in 1972 opende. Ook het in de jaren 50 begonnen wintersportgebied Heavenly Mountain Resort ligt deels in Alpine County, meer bepaald in het uiterste noorden, ten noordoosten van Monument Peak, maar is uitsluitend bereikbaar vanaf Lake Tahoe. Na de ontwikkeling van de skigebieden en hun gestage uitbreiding, steeg het bevolkingspeil in Alpine County opnieuw. De sterkste toename greep plaats tussen 1970 en 1980, toen er 1097 inwoners werden geteld.
Het nog altijd erg lage bevolkingsaantal maakte Alpine County interessant voor (hypothetische) experimenten. Zo werkten radicale homo-activisten uit Los Angeles en de San Francisco Bay Area in 1969–71 – op het moment dat de homobeweging veel in de nationale media kwam (door de Stonewall-rellen en de eerste Pride Parade, bijvoorbeeld) – een voorstel uit om zich met een grote groep homo's en lesbiennes in Alpine County te vestigen. Omdat er slechts 430 inwoners waren, leek het haalbaar om het bestuur van de county op korte tijd over te nemen om er daarna een homovriendelijke gemeenschap van te maken. De initiatiefnemers werden gemotiveerd door een verlangen naar collectieve zelfbeschikking voor homo's en lesbiennes. Zodra het Alpine County project, ook wel Stonewall Nation genoemd, de nationale pers haalde, groeide de tegenstand tegen het project, waarvan de voorbereidingen al vergevorderd waren. Inwoners en ambtsbekleders in Alpine County reageerden bezorgd. In 1971 werden de plannen opgeborgen. Later in hetzelfde decennium had ook de extreemrechtse organisatie Posse Comitatus het plan om Alpine 'over te nemen'.
In 1970 richtte de Washo-gemeenschap van Alpine County bij Woodfords de 'kolonie' Hung-a-Lel-Ti op, het eerste indiaanse grondgebied in de county sinds de 19e eeuw.
In 1989 werd het New Spicer Meadow Reservoir op de Highland Creek, een zijrivier van de Stanislaus, voltooid. Het stuwmeer dient om gebieden stroomafwaarts van de dam van drink- en irrigatiewater te voorzien en om elektriciteit op te wekken. De kleinere en oudere stuwmeren Utica en Union worden gebruikt om het debiet van het Spicer Reservoir en de Stanislaus-rivier te regelen.

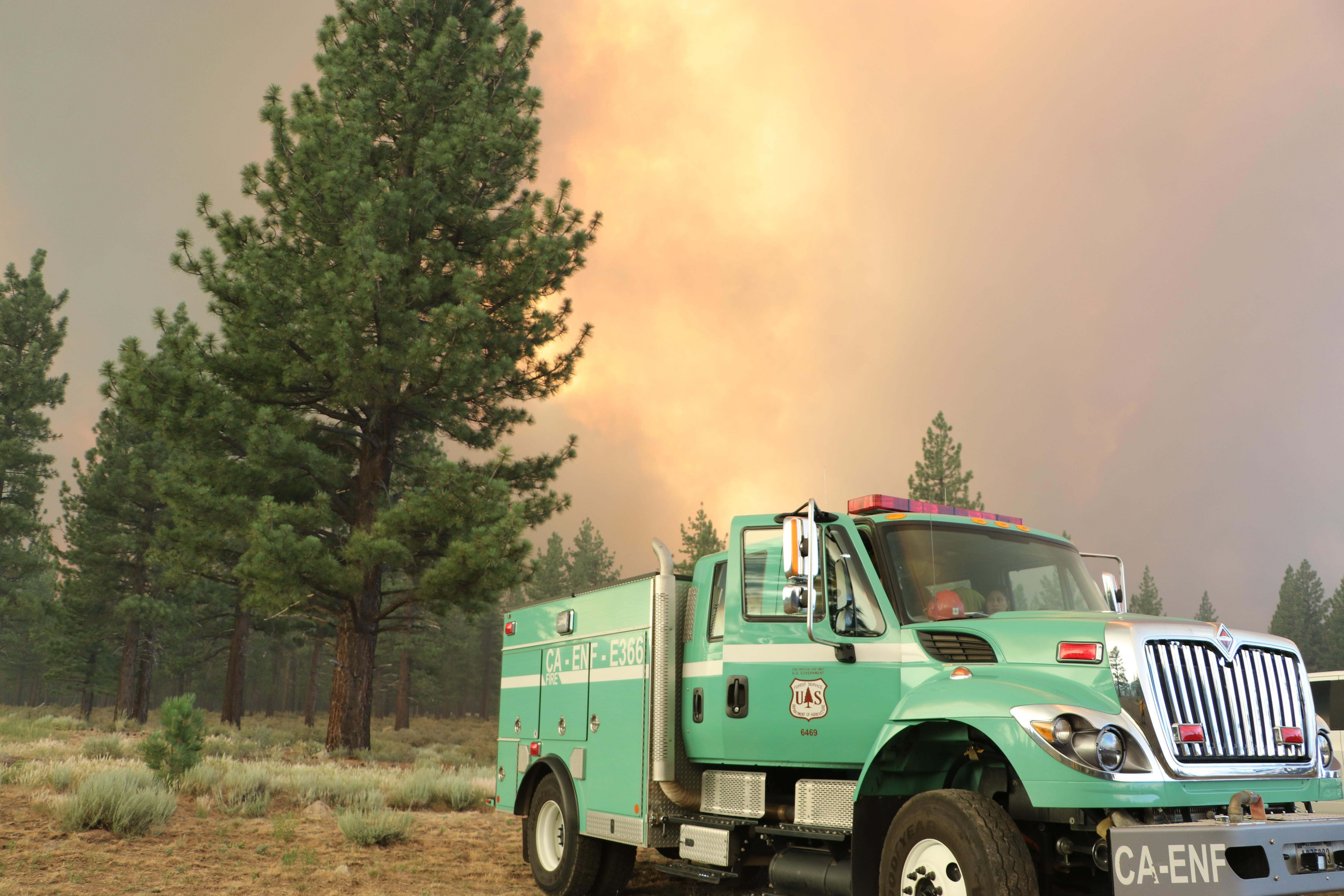
In 2021 moest Markleeville geëvacueerd worden door de snel oprukkende Tamarack Fire.

Bosbranden in Californië zijn een regelmatig terugkerend fenomeen. Door de klimaatopwarming en toenemende bebouwing veroorzaken de branden – sinds circa 2000 – grotere vernieling. Het dunbevolkte Alpine County werd echter nog weinig getroffen door grote natuurbranden. In juni 2015 woedde de Washington Fire ten zuidoosten van Markleeville. In de nazomer van 2017 breidde de Slinkard Fire uit Mono County uit tot in Alpine. In 2018 vernielde de Donnell Fire het uiterste zuiden van de county. In 2020, het zwaarste jaar voor bosbranden in Californië sinds mensenheugenis, werd de county getroffen door de Slink Fire, die zo'n 108 km² naaldbos in het zuidoosten vernielde. In juli 2021 veroorzaakte een blimseminslag in de bossen ten zuidwesten van Markleeville een snel groeiende natuurbrand, genaamd Tamarack Fire, die per 9 augustus zo'n 278 km² vernielde. De streek rond Markleeville en Mesa Vista werd geëvacueerd. In dezelfde zomer waren er een aantal kleinere branden in Alpine County en werd de streek rond Kirkwood getroffen door de Caldor Fire uit het westen, de tweede grootste Californische natuurbrand van het seizoen.
In 2020 werd Californië als een van de eerste Amerikaanse staten getroffen door het coronavirus COVID-19, dat in maart uitgroeide tot een pandemie. Op 19 maart kondigde de gouverneur een lockdown af, waardoor bewoners enkel voor essentiële verplaatsingen het huis mochten verlaten en bijvoorbeeld horecazaken de deuren sloten. Na een eerste en tweede besmetting in Alpine County in maart en april, volgden er een 60-tal besmettingen in oktober, november en december 2020. Rond Nieuwjaar werd in Alpine County begonnen met vaccinatie tegen COVID-19. Per 14 september 2021 telde Alpine County sinds het begin van de pandemie 100 gevallen en 0 doden. In de winter van 2021–22 werd Alpine County getroffen door de omikronvariant en vielen er minstens 2 doden.

## Geografie
Alpine County heeft een oppervlakte van 1.924,9 km². Daarvan is 11,8 km² of zo'n 0,6 procent water. Het landoppervlak van Alpine County is wat groter dan dat van de Nederlandse provincie Zeeland en kleiner dan dat van de Belgische provincie Vlaams-Brabant. Negen Californische county's zijn kleiner dan Alpine. De county grenst aan Mono County in het oosten, Tuolumne in het zuiden, Calaveras in het zuidwesten, Amador in het westen, El Dorado in het noordwesten en Douglas County in Nevada in het noordoosten.

### Topografie
De county bestrijkt beide flanken van de Sierra Nevada. De zuidwestelijke helft van de county ligt op de zacht hellende en nattere loefzijde en watert af naar de Baai van San Francisco. De andere helft ligt op de veel steilere lijzijde en watert af naar het Grote Bekken, meer bepaald via de Carson River naar de Carson Sink. De noordzuid-georiënteerde Carson Range sluit in de buurt van de Carson Pass aan op het hoofdgebergte.
Het merendeel van Alpine County is hooggebergte. De hoogste toppen in de bergkam, zoals Sonora Peak (3494 m) en White Mountain (3474 m), bevinden zich in het zuiden van de county of in de Carson Range in het uiterste noorden. Hoge bergtoppen in de Carson Range zijn de Freel Peak (3318 m), Jobs Sister (3299 m), Jobs Peak (3242 m) en Monument Peak (3068 m). Andere bergen van belang zijn Round Top (3164 m) in de omgeving van de Carson Pass en Hawkins Peak (3055 m) ten oosten van Hope Valley. Verschillende bergtoppen reiken tot boven de boomgrens, die zich rond 3000 meter boven zeeniveau bevindt. De lagergelegen bergflanken en valleien herbergen alpiene en montane biotopen en worden gedomineerd door verschillende soorten coniferen. Op de oostflank groeit – in de regenschaduw van de Sierra Nevada – droogtebestendige vegetatie. In het uiterste oosten heerst een Grote Bekken-ecosysteem, al is het er minder droog dan verder oostwaarts in Nevada. Zowel op de oostflank als op de westflank kan chaparralvegetatie voorkomen.
In het hooggebergte ontspringen zowel de East Fork als de West Fork van de Carson River, die beide worden gevoed door tientallen bergriviertjes. Op de westelijke flank ontspringen dan weer Caples Creek (stroomgebied van de American River), de North Fork van de Mokelumne, en de North Fork en Clark Fork van de Stanislaus. Een klein deel van Alpine County ten noorden van de Carson Range watert via de Upper Truckee River af naar Lake Tahoe. Stuwmeren in Alpine County zijn het New Spicer Meadow Reservoir, de aan elkaar grenzende Utica- en Union-stuwmeren, het Indian Creek Reservoir, en het toeristische Lake Alpine. Natuurlijke meren van belang zijn Caples Lake, Heenan Lake, Meadow Lake, Red Lake, Twin Lake, Upper en Lower Blue Lake en Winnemucca Lake.

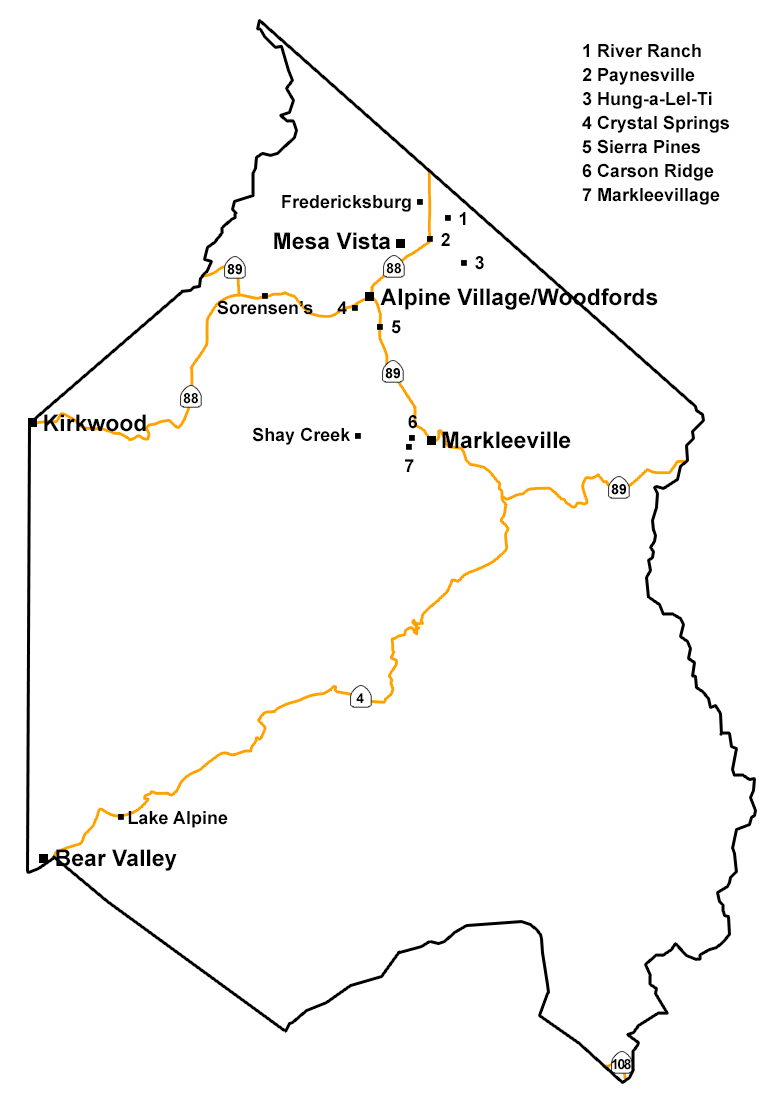
Kaart met alle nederzettingen en state highways

### Bebouwing en vervoer
De inwoners van Alpine County wonen in een tiental gehuchten, gelegen in de valleien en aan de drie hoofdwegen die de county doorkruisen. Op de grens met Amador County in het noordwesten bevindt zich Kirkwood, dat 's winters erg populair is als ski- en snowboardbestemming. Kirkwood ligt aan de State Route 88, die de Sierra Nevada oversteekt vanuit Jackson in het westen. Ten oosten van Kirkwood klimt de weg over de Carson Pass (2613 m), waarna hij afdaalt door Hope Valley en de nauwe Woodfords Canyon. Waar de canyon opnieuw verbreedt, ligt de grootste bewoonde zone van Alpine County. Van zuidwest naar noordoost gaat het om de kernen Alpine Village, Woodfords en de zogenaamde Diamond Valley: Mesa Vista, Paynesville en Fredericksburg.
Ook State Route 4 klimt door de Sierra Nevada vanaf het westen, maar dan zuidelijker, uit Angels Camp in Calaveras County. De weg komt Alpine binnen bij het wintersportdorp Bear Valley en bij Lake Alpine. SR 4 baant zich een weg door de bergen over de Pacific Grade Summit (2454 m) en vervolgens over de Ebbetts Pass (2663 m).
Ten oosten van de bergpas komt SR 4 samen met SR 89, die de county diagonaal doorkruist, van Lake Tahoe in het noordwesten naar Mono County in het zuidoosten. SR 89 komt de county binnen over de Luther Pass (2359 m) en valt van Hope Valley tot Alpine Village samen met SR 88. Vervolgens gaat de weg zuidwaarts over de oostelijke flank en langs het hoofdplaatsje Markleeville. Ten noorden van Markleeville ligt de Alpine County Airport, een klein en weinig gebruikt openbaar vliegveld met één startbaan. Na de kruising met SR 4 leidt SR 89 oostwaarts over de Monitor Pass (2534 m) naar Topaz Lake in Mono County.
In het uiterste zuiden doorkruist SR 108 het grondgebied voor zo'n 1,5 kilometer. Sonora Pass (2993 m) bevindt zich op de oostelijke grensovergang. In het westen leidt de weg naar Modesto, in het oosten komt ze na 25 km samen met de U.S. Route 395.
Verschillende wegen worden gesloten in de winter. Monitor Pass (SR 89), Ebbetts Pass (SR 4) en Sonora Pass (SR 108) sluiten doorgaans in november of december en heropenen in maart, april, mei of juni. Tijdens de wintermaanden is Bear Valley afgesloten van de rest van Alpine County, en moet men omrijden via de foothills en SR 88. Wanneer de bergpassen geopend zijn, bedragen reistijden tussen het westen en het oosten van de county een uur à anderhalf uur.
Alpine heeft geen eigen openbaar vervoer. Wel werkt de county sinds 2003 samen met het naburige Douglas County. Voor de bewoners van het midden en noordoosten van Alpine County organiseert het Douglas Area Rural Transit (DART) een vaste busdienst (met belbusoptie) richting Gardnerville, het Alpine Mountain Transit (AMT). Reizigers kunnen over de staatsgrens overstappen op de bussen van DART en ESTA. In het boekjaar 2006/2007 werden er 5239 ritten met AMT gemaakt: 26 procent van de reizigers nam de bus om naar het werk te gaan en 41 procent ging ermee naar school. Daarnaast zijn er in de winter skibussen van Calaveras Transit die vanuit Calaveras County naar het skigebied Bear Valley rijden.
De dichtstbijzijnde luchthaven en het dichtstbijzijnde Amtrak-spoorwegstation bevinden zich in Reno, iets meer dan een uur rijden vanaf Markleeville. Ook Sacramento, meer dan twee uur rijden, biedt een toegangspoort naar nationaal en internationaal vervoer.

### Natuurgebieden
Alpine County beslaat een bosrijk gebied in de Sierra Nevada. De Californische en federale overheden bezitten zo'n 96 procent van het grondgebied van de county, een groter aandeel dan in andere Californische county's, en beheren het voornamelijk als onderdeel van nationale bosreservaten. Overheidsagentschappen met gronden in Alpine zijn de United States Forest Service, het Bureau of Land Management, het California Department of Fish and Wildlife, het California Department of Parks and Recreation en de California State Lands Commission.
Het Eldorado National Forest, dat grotendeels in El Dorado County ligt, en de Lake Tahoe Basin Management Unit, die het bekken van Lake Tahoe omvat, reiken beide tot in het westen van Alpine County. Het Eldorado National Forest sluit in het zuiden aan op het Stanislaus National Forest. Verspreid over beide bosgebieden en tussen SR 88 en SR 4 ligt het 425,59 km² grote wildernisgebied Mokelumne Wilderness. Vooral het gedeelte rond de Round Top is van groot ecologisch belang. Het oosten van de county valt nagenoeg volledig onder het Humboldt-Toiyabe National Forest. Dat natuurgebied omvat enorme stukken van Nevada – het is het grootste National Forest-areaal buiten Alaska – en sluit in Alpine County aan op Eldorado en Stanislaus. Verdeeld over Humboldt-Toiyabe en Stanislaus ligt de Carson-Iceberg Wilderness, een 650 km² groot wildernisgebied. Het langeafstandswandelpad Pacific Crest Trail loopt van noord naar zuid door de county en door zijn natuur- en wildernisgebieden. Het passeert Carson Pass en Ebbetts Pass.
Verder is er één staatspark in Alpine County, het 224 hectare grote Grover Hot Springs State Park ten westen van Markleeville. Dat omvat natuurlijke warmwaterbronnen, die onder andere gebruikt worden om een zwembadcomplex te voeden. Bij het staatspark hoort tevens een kampeerterrein.

### Klimaat
Alpine County heeft een mediterraan klimaat (Csb in de klimaatclassificatie van Köppen). De zomers zijn warm met slechts af en toe regenbuien. Vooral in de namiddag en avond kunnen onweders ontstaan. De winters zijn relatief koud en kennen veel sneeuwstormen. Ten oosten van de bergkam, zoals in Markleeville, liggen de maxima hoger en is het klimaat droger dan in het westen, zoals in Kirkwood. In het hooggebergte neigt het klimaat naar een gematigd landklimaat (Dsb).
Voor Markleeville gelden de volgende gemiddelden: in juli is de maximumtemperatuur 29,2 °C en de minimumtemperatuur 6,2 °C; in december is de maximumtemperatuur 7,0 °C en de minimumtemperatuur −8,7 °C; op 15,7 dagen is het 32 °C of warmer. Jaarlijks valt er 48,7 cm neerslag, verspreid over 59 dagen. De sneeuwval bedraagt 211 cm per jaar. De temperatuur bereikte in juli 1931 een recordhoogte van 39 °C. De laagste temperatuur werd opgetekend in december 1990 en bedroeg −32 °C.

## Demografie

### Bevolkingsaantal en -spreiding

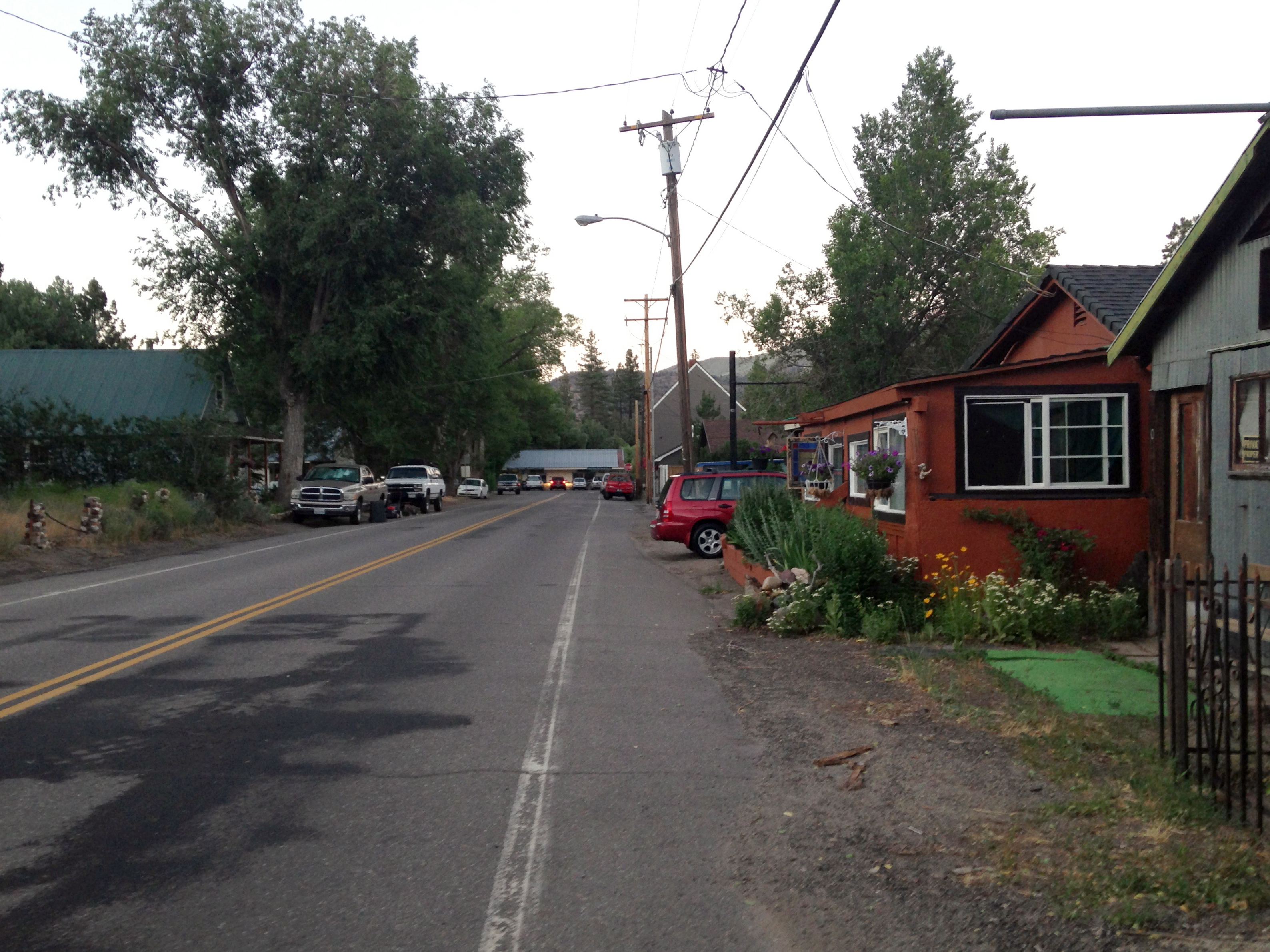
Straatbeeld in Markleeville

Volgens de volkstelling van 2020, de meest recente officiële volkstelling door het United States Census Bureau, woonden er 1204 mensen in Alpine County. In 2010 ging het om 1175 inwoners.
In 2010 woonden er 742 inwoners in een van de vijf census-designated places (CDP), door het Census Bureau aangeduide bewoonde plaatsen. Het gaat om Markleeville (210 inwoners; omvat ook Carson Ridge, Markleevillage en Shay Creek), Mesa Vista (200; omvat delen van Fredericksburg en Paynesville), Bear Valley (121), Alpine Village (114; omvat een deel van Woodfords) en Kirkwood (97). 433 inwoners woonden buiten de grenzen van deze CDP's. Bewoonde plaatsen in dit gemeentevrij gebied zijn Crystal Springs, Hung-a-Lel-Ti (de 'colony' van Washo-indianen), Lake Alpine, River Ranch, Sierra Pines en Sorensens. Verlaten plaatsen zijn onder meer Loope (Monitor), Mount Bullion en Silver Mountain.
- Bron: tienjaarlijkse volkstelling door het Census Bureau (1870–2020).

### Geslacht en leeftijd
De bevolking van Alpine County is vrij oud. De mediaanleeftijd bedraagt er 46,7 jaar, ten opzichte van 35,2 jaar voor heel Californië. Er wonen relatief weinig jongeren en volwassenen tot 40 jaar en relatief veel vijftigplussers. Er zijn iets meer mannen (51,6%) dan vrouwen (48,4%), terwijl dat op nationaal en staatsniveau andersom is.

### Herkomst, taal en geloof
De etnische samenstelling is als volgt:
- 881 (75,0%) blank (wit)
- 240 (20,4%) indiaan
- 7 (0,6%) Aziatische Amerikaan
- 19 (1,6%) van een ander 'ras'
- 28 (2,4%) van twee of meer 'rassen'.

Er wonen – aldus de volkstelling van 2010 – geen Afro-Amerikanen of mensen afkomstig van de eilanden in de Stille Oceaan in Alpine County. Van de 1175 inwoners identificeren zich 84 personen (7,1%) als hispanic of latino, termen die het United States Census Bureau losstaand van bovenstaande etniciteiten hanteert. Naar schatting spreekt 14 procent van de bevolking een andere taal dan het Engels, voornamelijk indianentalen en Spaans.
Nabij Woodfords en de Diamond Valley is een gemeenschap gevestigd van Washo-indianen, Hung-a-Lel-Ti genaamd. Die is lid van de federaal erkende Washoe Tribe of Nevada and California. Uit socio-economisch onderzoek in 2006 bleek dat de Washo's van Alpine County vaak onder de armoedegrens leefden en dat er een hoge graad van werkloosheid was. Ongeveer een derde van alle kinderen en jongeren in de county behoort tot de indianengemeenschap bij Woodfords.
Over de godsdiensten van de bewoners zijn geen betrouwbare cijfers voorhanden. Er is een oecumenische kerk in Woodfords, de Alpine Christian Community Church. De meeste Californiërs zijn christelijk en een derde is ongelovig. Van de Washo's is bekend dat er veel aanhangers zijn van de Native American Church, beter bekend als Peyote Religion.

### Huisvesting en welvaart
Van de 1175 inwoners wonen er 1151 in huishoudens en 24 in een niet-institutioneel groepsverband. Van de 497 huishoudens – er zijn gemiddeld 2,32 personen per huishouden – zijn er 297 huisgezinnen, waarvan 110 met kinderen. Daarnaast zijn er 200 huishoudens die geen gezin vormen, waaronder 146 alleenstaanden. De huishoudens tezamen hebben 497 wooneenheden in gebruik. Van de permanent bewoonde wooneenheden is 71,8 procent eigendom van de bewoner. Alpine County telt 1263 wooneenheden die niet permanent worden bewoond, voornamelijk vakantiehuizen en -appartementen in de wintersportgebieden.
Het gemiddeld inkomen per huishouden bedraagt 52.917 dollar per jaar, aanzienlijk minder dan het staatsgemiddelde. Naar schatting 19,8% van de inwoners leeft onder de armoedegrens, iets meer dan het gemiddelde voor Californië. 12% van de inwoners heeft geen ziektekostenverzekering.

### Misdaad
In 2015 werden er 9 gewelddadige misdrijven en 35 vermogensdelicten te boek gesteld in Alpine County. Er waren 5 meldingen van huiselijk geweld. Uit andere data blijkt dat er in 2014 43 aanhoudingen plaatsvonden. Deze cijfers liggen min of meer in lijn met de omliggende county's, maar zijn enigszins hoger dan het staatsgemiddelde. Per capita zijn er in Alpine meer dan dubbel zoveel misdrijven dan in bijvoorbeeld El Dorado en Mono County.

## Bestuur en politiek

### Lokaal bestuur
Alpine County wordt bestuurd door een vijfkoppige Board of Supervisors, die zowel de wetgevende als uitvoerende macht heeft. Elk van de bestuursleden wordt verkozen – en officieel aangesteld door de gouverneur – namens het district waarin hij of zij woont, en zetelt voor een ambtstermijn van vier jaar. De supervisors komen elke eerste en derde dinsdag van de maand samen tijdens openbare zittingen in het County Administration Building in Markleeville. In het verleden bleek het soms moeilijk om kandidaten voor deze functie te vinden, ten dele door de bezwaarlijke reisafstand van het westen van de county naar Markleeville. Omdat Alpine County geen steden of gemeenten kent, zijn er geen burgemeesters en heeft de county de jurisdictie over het volledige grondgebied.
Het Alpine County Sheriff's Office – met 14 agenten – staat, eveneens als enige, in voor lokale politietaken. Ook staats- en federale agentschappen, zoals de California Highway Patrol en de U.S. Forest Service, kunnen aan ordehandhaving doen.
De rechterlijke macht ligt bij het sinds 1998 eengemaakte Superior Court of Alpine County, dat bijeenkomt in het County Courthouse in Markleeville.

### Bovenlokale verkiezingen en politiek
Alpine stemde lang Republikeins in zowel presidentiële als parlementaire verkiezingen. In 2000 koos Alpine nog nipt voor George W. Bush; sindsdien is het Republikeinse kiesresultaat telkens gedaald. In 2004 won Democraat John Kerry – de eerste Democratische overwinning in Alpine sinds 1936, toen Franklin Roosevelt in alle county's van Californië won. In 2008, 2012 en 2016 bleef Alpine Democratisch stemmen. In 2020 haalde Democraat Joe Biden er 63,8% van de stemmen, in 2024 Kamala Harris 64,4%.
Omdat Alpine zo dunbevolkt is, stemmen de kiezers hier (en in Sierra County) uitsluitend per post. De 'opkomst' is er hoger dan elders in Californië.
Volgens gegevens uit januari 2022 zijn er 401 geregistreerde Democraten in Alpine County versus 196 geregistreerde Republikeinen. 81 inwoners zijn lid van een andere partij, zoals de American Independent Party (49 leden), de Libertarische Partij (18 leden) en de Groene Partij (9 leden). 219 inwoners gaven geen partijvoorkeur op. Markleeville helt beduidend meer naar de Republikeinse Partij dan de rest van de county.
Alpine County wordt in het Amerikaans Congres vertegenwoordigd door de twee Democratische senatoren van Californië, Alex Padilla en Laphonza Butler, alsook door de Republikein Kevin Kiley, die in 2022 werd verkozen namens het 3e congresdistrict. Dat omvat de Sierra Nevada en enkele voorsteden van Sacramento. In het parlement van Californië weten de bewoners van Alpine zich vertegenwoordigd door een gehuwd koppel, de Republikeinse politici Megan Dahle in het Assembly en Brian Dahle in de Senaat van Californië.

## Economie en openbare voorzieningen
Toerisme genereert meer dan 70 procent van de werkgelegenheid in Alpine County. Kirkwood en Bear Valley trekken zowel in de winter als in de zomer veel toeristen. Aan SR 88 en SR 4 bevinden zich vijf openbare sno-parks waar aan men aan langlaufen en snowshoeing kan doen. Behalve voor winter- en bergsport, komen bezoekers ook naar Alpine County om er te vissen, wielrennen, kamperen, jagen, raften en kajakken in de vele natuurgebieden. Er zijn 36 kampeerterreinen, waarvan de meeste klein en onbemand zijn. Enkele kleinschalige trekpleisters zijn het Grover Hot Springs State Park en het Alpine County Museum (met het Old Webster Schoolhouse) in Markleeville, Caples Lake bij Kirkwood, Hope Valley, en Lake Alpine bij Bear Valley. In Markleeville baat de lokale kamer van koophandel een klein bezoekerscentrum uit. Bij Bear Valley en Lake Alpine is er een ranger station van de Forest Service waar recreanten info kunnen inwinnen. Terugkerende evenementen met bovenlokale uitstraling zijn het Bear Valley Music Festival en de Tour of the California Alps – Death Ride, waaraan jaarlijks 1000 à 3000 wielrenners deelnemen.
De meeste inwoners zijn dan ook aan de slag in de van toerisme afhankelijke diensteneconomie, inclusief detailhandel, horeca, onderwijs en lokale overheidsdiensten. De belangrijkste werkgever is het wintersportcentrum Kirkwood (sinds 2012 eigendom van Vail Resorts), dat meer dan 500 werknemers telt. Ook in de primaire sector is er enige activiteit, voornamelijk in bosbouw en extensieve veeteelt (ranching), al levert dat niet veel banen op.
De actieve bevolking bedraagt naar schatting 490 personen. De werkloosheid bedraagt 5,7 procent. Naar schatting werkt 11 procent als zelfstandige, 59 procent als werknemer in de privé-sector en 30 procent als werknemer van de overheid. Van alle werkende mensen verplaatst 75 procent zich met de wagen naar het werk, 9 procent te voet en 2 procent met een ander vervoersmiddel; zo'n 14 procent werkt van thuis uit. Banen in Alpine County worden voor 37,7 procent ingevuld door lokale bewoners, gevolgd door inwoners van El Dorado County (16,7%), Calaveras County (16,4%) en Douglas County (12,7%). De werkende bevolking van Alpine County werkt voor 64,4 procent in de eigen county. Belangrijke plaatsen buiten de county waar inwoners een baan hebben, zijn Douglas County (18,8%), El Dorado County (7,8%) en Carson City (5,1%).
De lokale overheid voorziet in verschillende openbare diensten, zoals het Alpine County Museum en een lokale bibliotheek met twee afdelingen, een mobiele bibliotheek en een archief. Het Alpine County School District behelst een basisschool in de buurt van Alpine Village/Woodfords (77 leerlingen in 2020), een in Bear Valley (2 leerlingen) en, op dezelfde locatie als de hoofdschool, afstandsonderwijs en onderwijs voor probleemleerlingen. De county heeft een kliniek die eerstelijnszorg aanbiedt en twee klinieken voor geestelijke gezondheidszorg. Er zijn gemeenschapscentra in het Turtle Rock Park (tussen Alpine Village en Markleeville) en in Bear Valley. De Hung-a-Lel-Ti-stam heeft een eigen gemeenschapscentrum waar culturele activiteiten plaatsvinden en waar leerondersteuning wordt aangeboden.
Omdat basisvoorzieningen erg beperkt zijn – er zijn bijvoorbeeld geen supermarkten of bankkantoren – zijn bewoners om te winkelen, voor secundair en hoger onderwijs en voor gespecialiseerde gezondheidszorg aangewezen op South Lake Tahoe en het gebied rond Minden en Gardnerville in Nevada. Minstens een derde van de bewoners woont op meer dan 10 mijl afstand van de dichtstbijzijnde supermarkt of groentewinkel.

## Bekende inwoners
- Robert Conrad, acteur (woonde in Bear Valley)
- Dat So La Lee, mandenvlechtster (woonde in Monitor)
- Gale Henry, actrice (geboren in Bear Valley)
- Snowshoe Thompson, rancher, postbode-op-ski's en politicus (woonde in de Diamond Valley)
- Monte Wolfe, kluizenaar (woonde in de wildernis)